# Muhammed Ayaz İshaki
Muhammed Ayaz İshaki, ros. Гаяз Исхаки, tatar. Ğayaz İsxaqıy (ur. 10 lutego 1878 w okolicach Kazania w Rosji, zm. 22 lipca 1954 w Stambule) – działacz i publicysta tatarskiego ruchu narodowego, klasyk literatury tatarskiej, minister spraw wewnętrznych w państwie Idel-Ural, działacz kolaboracyjnego Komitetu Tatarskiego w początkowym okresie II wojny światowej.

## Życiorys
Pochodził z rodziny muzułmańskiego mułły. Uczył się w medresach w Czystopolu i Kazaniu. W 1899 rozpoczął naukę w rosyjsko-tatarskiej średniej szkole pedagogicznej w Kazaniu. W tym czasie zaczął rozwijać swoją karierę literacką, wydając jeszcze w 1896 opowiadanie "Радости познания". W następnych latach pisał też powieści i dramaty, jak "Девушка из шапочной мастерской", "Дочь нищего", "Сын богача", czy "Две любви". W 1903 opublikował powieść z gatunku fantastyki politycznej "Гибель через 200 лет", opisującą mającą nastąpić etniczną śmierć narodu tatarskiego. W okresie rewolucji 1905 r. aktywnie uczestniczył w nielegalnej działalności polityczno-społecznej wśród Tatarów. Założył tajną organizację studencką i zaczął wydawać pismo "Tang Yildizi" o charakterze rewolucyjnym. W następnych latach nastąpił rozkwit jego twórczości literackiej. Do 1917 napisał większość swoich utworów, tj. ok. 30 opowiadań, powieści i dramatów. Najbardziej znanymi stały się "Ад", "Жизнь ли это? ", "Мулла бабай", "Солдат", "Бредни", "Зулейха", "Учительница". Dramaty klasyczne "Зулейха" i "Учительница" były wystawiane na scenach teatrów tatarskich do 1923 r., kiedy władze sowieckie zakazały ich grania. Jego utwory opisywały życie i problemy narodu tatarskiego w Rosji i jego walkę z władzami carskimi o samostanowienie. 
Jednocześnie związał się z ruchem politycznym młodych radykałów tatarskich "Islah". Pracował też w redakcjach pism "Hurriyet" i "Taraqqi". Z tego powodu został tymczasowo aresztowany przez władze carskie. Po wyjściu na wolność współzakładał wiosną 1906 grupę polityczną "Tangchylar", zbliżoną do rosyjskich socjalistów rewolucjonistów (eserów). Do rewolucji lutowej 1917 r. był aresztowany jeszcze 7 razy i kilkakrotnie deportowany na Syberię. W międzyczasie pracował w redakcjach kilku pism w Petersburgu, Moskwie i Kazaniu: "IL", "Qazan Mukhbire", "Tang Mejmugasi" i "Tavysh". Wszystkie po pewnym czasie były zamykane przez policję carską. Od 1 maja 1917 r. w Moskwie M. A. İshaki brał aktywny udział w obradach Wszechrosyjskiego Zjazdu Muzułmanów. Z jego inicjatywy doszło do powstania Centralnej Rady Narodowej (Milli Shura), której miała realizować kulturowe, narodowe, religijne i polityczne zadania w stosunku do narodów turko-tatarskich b. Imperium Rosyjskiego. Od 21 do 31 lipca M. A. İshaki uczestniczył z kolei w Kazaniu w 3 kongresach: wojennej rady muzułmanów Rosji, duchowieństwa muzułmańskiego i II wszechmuzułmańskiego zjazdu. Doprowadziły one do proklamowania narodowo-kulturowej autonomii Tatarów Powołża i Uralu. Pod koniec listopada w Ufie A. İshaki przewodniczył komisji spraw wewnętrznych w ramach Zgromadzenia Narodowego Tatarów w celu ogłoszenia niezawisłości narodowej. W rezultacie doszło do ustanowienia państwa Idel-Ural. W rządzie tatarskim M. A. İshaki stał na czele ministerstwa spraw wewnętrznych. Po zajęciu w kwietniu 1918 terytorium Idel-Uralu przez wojska bolszewickie i rozpędzeniu narodowych przedstawicielstw tatarskich, M. A. İshaki ukrył na wsi. Latem oddziały Korpusu Czechosłowackiego wyrzuciły bolszewików z Powołża i Uralu, dzięki czemu Tatarskie Zgromadzenie Narodowe zostało reaktywowane. Współuczestniczył w tym M. A. İshaki. Jednakże stanowisko głównodowodzącego wojskami białych na Syberii admirała Aleksandra W. Kołczaka w stosunku do narodowej odrębności narodów tatarskich było negatywne. W rezultacie delegaci tatarscy zostali aresztowani. Po ponownym zajęciu ziem Tataro-Baszkirii przez wojska bolszewickie Zgromadzenie Narodowe pod przewodnictwem M. A. İshaki przeniosło się do Pietropawłowska na Syberii. Tam zaczął wydawać pismo "Mayak". 
W 1919 jako gorący wróg władzy bolszewickiej wyemigrował z Rosji. Na emigracji kontynuował działalność polityczną, ale też rozwijał karierę literacką. Najbardziej znanymi jego utworami z tego okresu są dramaty "Между двух огней" i "На волнах", powieści i opowiadania "По дороге домой", "Осень", "Великий праздник" oraz komedia "Жан Байвич". W 1933 w Paryżu wydał powieść "Idel-Ural", w której przedstawił przełomowe momenty w dziejach narodu tatarskiego. Od 1928 wydawał w Berlinie pismo "Millî Yol", które opisywało i analizowało sytuację na ziemiach tatarskich w składzie ZSRR. W 1931 brał udział w Jerozolimie w obradach III światowego kongresu muzułmańskiego. W latach 1934–1938 M. A. İshaki odbył liczne podróże do Mandżurii, Korei, Japonii, krajów Półwyspu Arabskiego i Finlandii, gdzie spotykał się z przedstawicielami tatarskiej emigracji narodowej. W Mukdenie zainicjował wydawanie tygodnika "Milli Bayrak". W tym czasie został wybrany przez Narodowy Kurułtaj przewodniczącym Tatarskiego Zgromadzenia Narodowego na uchodźstwie. W okresie bytności w Polsce uczestniczył w działalności warszawskiego Klubu "Prometeusz". Z powodu ataku wojsk niemieckich na Polskę 1 września 1939 M. A. İshaki zmuszony był opuścić Warszawę, zaś jego berlińskie pismo "Millî Yol" przestało wychodzić. Podczas II wojny światowej podjął kolaborację z Niemcami. Współuczestniczył w Berlinie w tworzeniu, a następnie działalności Komitetu Tatarskiego, istniejącego przy Ministerstwie ds. Okupowanych Terytoriów Wschodnich. 
Następnie poprzez Londyn wyjechał do Turcji, kontynuując swoją polityczną i literacką karierę. Zmarł w 1954 r., po czym został pochowany na cmentarzu w Stambule. Muhammed Ayaz İshaki był przykładem tatarskiego działacza narodowego, który swoje radykalne rewolucyjne poglądy z czasów młodości zamienił w postawę nacjonalistyczno-islamską.